# Zgodovinska zavest
Zgodovínska zavést je predpostavka oz. zavedanje, da je svet v današnji obliki posledica preteklosti. 
Funkcije zgodovinske zavesti so: 
1. omogoča boljše razumevanje sedanjosti in
2. prispeva k narodovi identiteti.

Na oblikovanje zgodovinske zavesti vplivajo: miti, družina, šola, mediji, izkušnje posameznikov, ...